# Aeroportul Internațional Sanya Phoenix
Aeroportul Internațional Sanya Phoenix (IATA: SYX, ICAO: ZJSY) este un aeroport din Tianya District⁠(d), Sanya, Hainan, Republica Populară Chineză ce deservește zona Sanya. Aeroportul a fost tranzitat în 2022 de 9.514.348 de pasageri. A fost deschis în 1 iulie 1994 și numit după zona deservită.
Situat la o altitudine de 27 m, aeroportul dispune de o singură pistă. Este operat de HNA Infrastructure Investment Group⁠(d).